# Walter Benjamin
Walter Benedix Schönflies Benjamin (Berlín, 15 de juliol de 1892 - Portbou, 26 de setembre de 1940) fou un assagista, crític literari, traductor i filòsof alemany, d'origen jueu, col·laborador de l'Escola de Frankfurt.
Evolucionà d'una inclinació inicial cap al misticisme jueu vers el materialisme històric de la seva etapa madura, aportant una perspectiva original a la filosofia marxista. Com a erudit literari, a més de nombrosos assaigs, entre els quals destaquen "L'obra d'art a l'època de la seva reproductibilitat tècnica" (1935) i "Tesis sobre la filosofia de la història" (1940), fou conegut per les seves traduccions d'Honoré de Balzac, Marcel Proust i Charles Baudelaire. La seva obra La tasca del traductor és un referent de la teoria de la traducció.

## Biografia
Benjamin nasqué a Berlín al si d'una família d'origen jueu benestant. Era el més gran dels tres fills d'Emil Benjamin i Pauline Schönflies. El seu pare havia estat banquer a París abans d'anar-se'n cap a Alemanya, a Berlín, on treballava com a venedor d'antiguitats. Ell mateix, a les seves reflexions, recordà amb tendresa els contes que sa mare li contava, els quals li serviren com a base per a una de les seves teories: «el poder de la narració i de la paraula sobre el cos». En aquesta obra reflexionà sobre la relació que els contes estableixen entre la tradició i l'actualitat. El 1902 Benjamin entrà a l'escola Kaiser Friedrich a Berlin Charlottenburg, i acabà l'Institut 10 anys després. Aleshores es traslladà a la Universitat, on estudià literatura i psicologia. Va apropar-se a les idees socialistes, va unir-se a la Freie Studentenschaft i va col·laborar en publicacions republicanes. En aquella època també fou influït per Nietzsche. Durant tota la seva vida va considerar que el judaisme representava el màxim grau de l'espiritualitat.
El 1912 Benjamin viatjà a Itàlia. El 1914, amb l'esclat de la Primera Guerra Mundial, es volia enrolar a l'exèrcit, però va ser rebutjat, i quan s'hauria pogut allistar va fingir una malaltia per evitar-ho. El mateix any començà a traduir Baudelaire. El 1915 es traslladà a la Universitat Ludwig Maximilian de Múnic on conegué Rainer Maria Rilke i Gershom Scholem. El mateix any escrigué un article sobre Friedrich Hölderlin.
El 1917 es va traslladar a la Universitat de Berna, on conegué i es casà amb Dora Kellner (1890-1964). També hi va conèixer Ernst Bloch. L'any següent tindria un fill, Stefan Rafael (1918-1972). El 1919 Benjamin aconseguí el seu doctorat cum laude amb l'assaig Der Begriff der Kunstkritik in der deutschen Romantik (El concepte de la crítica d'art dins el romanticisme alemany), on desenvolupà el concepte de crítica, que considerà com a immanent a tota veritable obra d'art. L'any següent tornà a Berlin amb els seus pares, que se separarien el 1921. El mateix any va publicar l'assaig "Zur Kritik der Gewalt (Cap a la crítica de la violència)". En aquesta època Benjamin es va familiaritzar per primera vegada amb Leo Strauss, i es va mantenir un admirador de Strauss i de la seva obra durant tota la seva vida. El 1922 tornaria a marxar, aquest cop a la Universitat de Heidelberg on provà d'exercir la carrera acadèmica. Del 1923 al 1925 preparà la tesi doctoral, que li fou refusada per la Universitat de Frankfurt: Ursprung des deutschen Trauerspiels (Origen de la tragèdia alemanya, 1928).
El 1928 Benjamin publicà Einbahnstraße (Carrer de sentit únic) i Ursprung des deutschen Trauerspiels (L'origen del drama barroc alemany). El 1929, conegué Bertolt Brecht i Asja Lacis, aleshores assistent seva, a Berlín. Benjamin es divorcià el 1930.
Evitant l'emergent poder del Partit nazi i les creixents activitats de les SA, l'any 1932 passà uns mesos a Eivissa, on va escriure Crònica berlinesa. Treballà també en diferents projectes, recollits en el volum titulat Històries i relats: un conjunt de proses ambientades a l'illa, entre les quals destaca la titulada Suite eivissenca. Després anà a Niça. Durant una segona estada a Eivissa —d'abril a setembre de 1933— revisà la traducció al francès d'Infància berlinesa —resultat final de Crònica berlinesa—, feta pel seu amic Jean Selz. Va mantenir, des de la seva residència a Sant Antoni de Portmany, una important correspondència amb G. Scholem, que en el seu llibre Història d’una amistat dona nombroses notícies d'aquestes dues estades a l'illa.
Després de l'assalt de Hitler al Reichstag, el 1933, i la persecució dels jueus i intel·lectuals d'esquerres, Benjamin cercà refugi a Svendborg, amb Bertolt Brecht, i a Sanremo, amb la seva exdona, però finalment hagué d'emigrar a París. Començà a col·laborar amb Theodor Adorno i Max Horkheimer rebent ajut de l'Institut für Sozialforschung, i establí amistat també amb Georg Lukács.
Més tard se n'aniria a Nova York. Retrobà uns altres intel·lectuals i artistes alemanys refugiats a París i esdevingué gran amic de Hannah Arendt, Hermann Hesse i Kurt Weill. El 1936 publicà Das Kunstwerk im Zeitalter seiner technischen Reproduzierbarkeit (L'obra d'art en l'era de la seva reproductivitat tècnica).
El 1937 Benjamin treballà en el seu llibre El París del Segon Imperi amb Baudelaire. A més, conegué Georges Bataille i s'adscrigué al College of Sociology. El 1938 feu la darrera visita a Bertold Brecht a Dinamarca. Hitler tragué la ciutadania alemanya als jueus i Benjamin va ser empresonat tres mesos en un camp prop de Nevers.
El gener de 1940 Benjamin tornà a Paris i escrigué el seu darrer i inconclòs llibre Geschichtsphilosophische Thesen (Tesi sobre la filosofia de la història).

## Mort

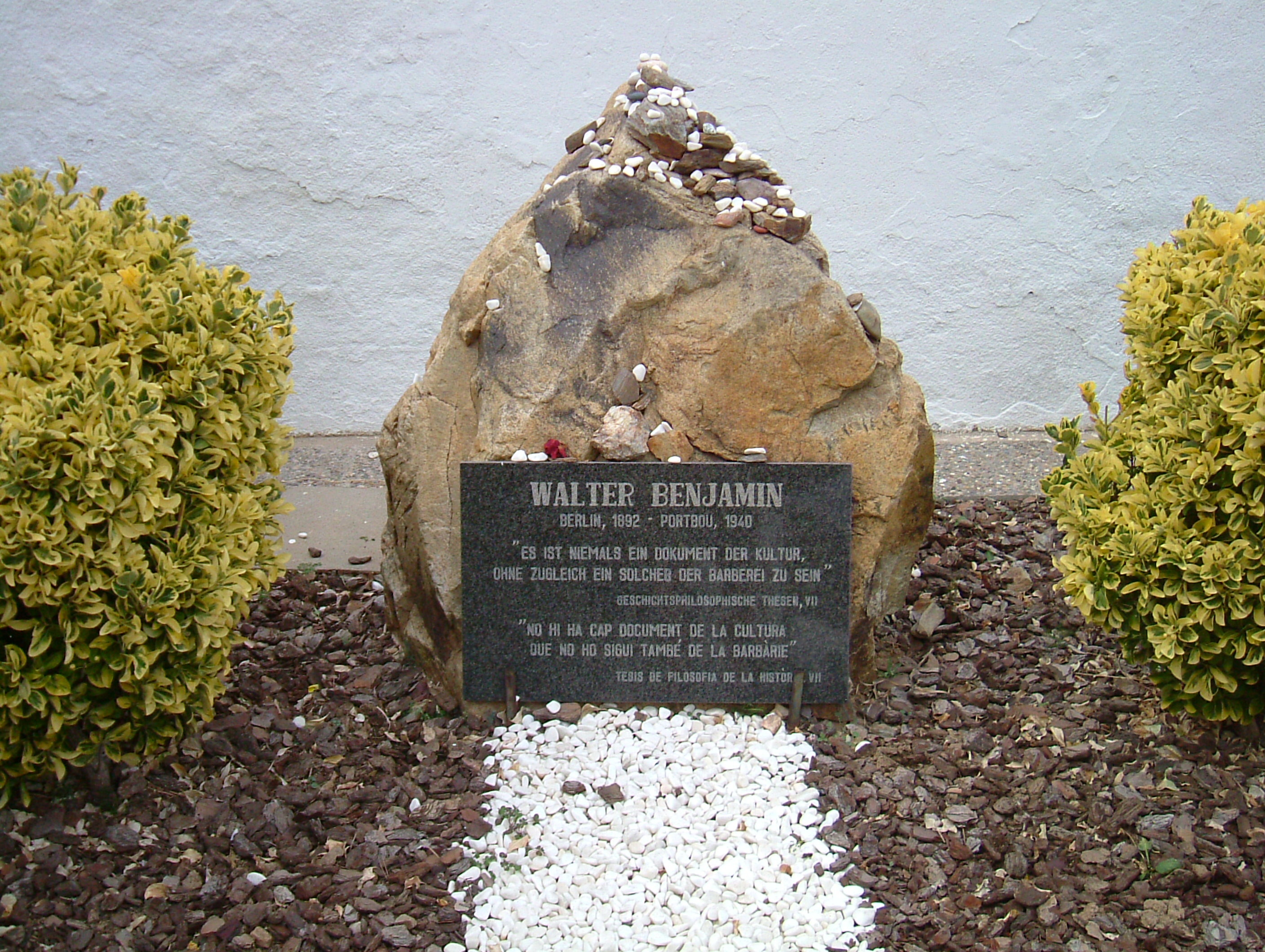
La tomba de Walter Benjamin a Portbou.

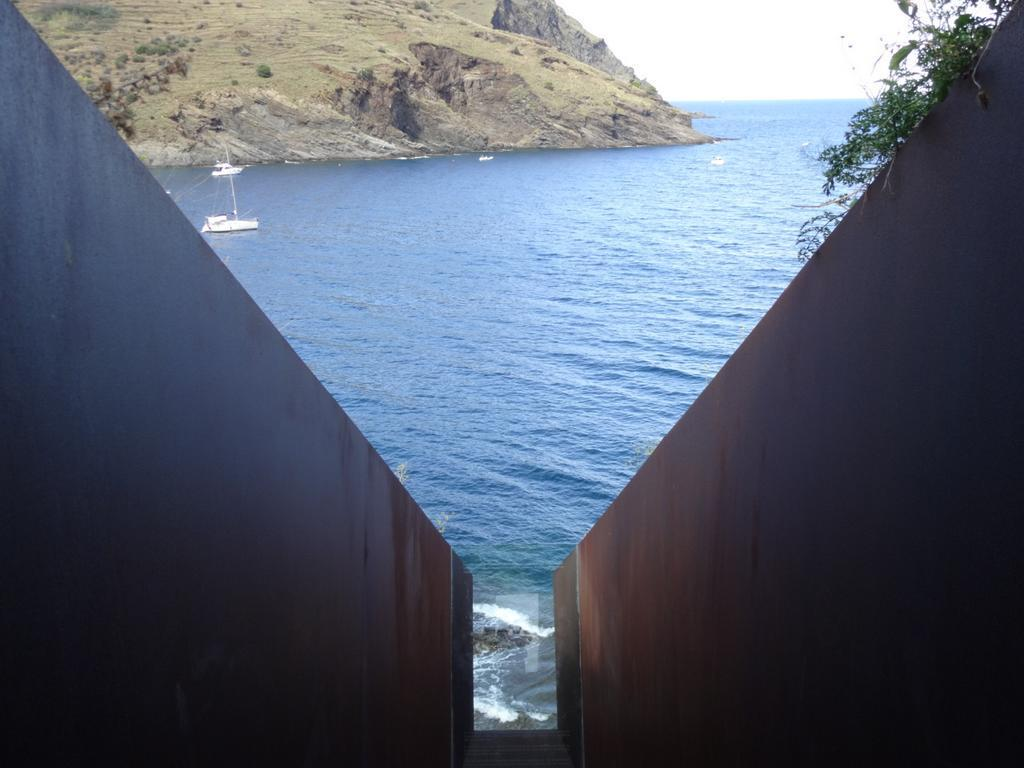
Passatges, realitzat per l'artista israelià Dani Karavan. Situat a Portbou.

Al juny 1940, la Wehrmacht entrà a França. Ell marxà a Lorda un dia abans de l'arribada de l'exèrcit alemany a París. A l'agost, Benjamin obtingué un visat als Estats Units gràcies a la intercessió de Max Horkheimer. Després d'una breu estada a Marsella, es dirigí finalment cap a la Catalunya del Nord. Arribà a Portvendres el 25 de setembre amb l'objectiu de travessar la frontera. Allà rebé l'ajuda de Hans i Lisa Fittko, dos antinazis alemanys, que l'ajudarien a passar cap a l'altra banda del Pirineu clandestinament. Amb tot no aconseguí mai arribar a Portugal, aleshores estat neutral, travessant l'Estat espanyol. El seu grup, guiat per Lisa Fittko, fou arrestat per les autoritats franquistes que indicaren que se'ls hauria de reconduir a l'estat francès.
Als 48 anys, Walter Benjamin morí el 26 o 27 de setembre de 1940 a Portbou (Alt Empordà, Catalunya) en estranyes circumstàncies, a conseqüència d'una sobredosi de morfina a la seva cambra de l'Hotel de Francia. Diverses fonts han atribuït la seva mort a un suïcidi davant la situació desesperada en la qual es trobava. Benjamin pensava que el pas del seu grup a través de la frontera seria negat. És possible que a causa del suïcidi de Benjamin a la resta del grup li fou permès travessar la frontera l'endemà. Un article de Stuart Jeffries titulat Did Stalin Killers liquidate Walter Benjamin (The Observer 8 de juliol de 2003) afirma que Benjamin fou assassinat per agents secrets estalinistes.
Tot i la presència del memorial de Walter Benjamin al cementeri de Portbou, aquest no conté les restes de l'escriptor, ja que la tomba original encara no s'ha localitzat. A tall d'homenatge, en aquesta població es va erigir el 1994 un monument de l'escultor israelià Dani Karavan, anomenat Passages.

## Obres
Algunes de les seves obres són:
Traduïdes al català:
- Sobre el concepte d'història ("Über den Begriff der Geschichte", 1940), Barcelona: Flâneur, 2019. Ttraducció de l'alemany de Marc Jiménez Buzzi i del francès d'Arnau Pons. ISBN 978-84-09-12585-2[9][10][11]
- Infància a Berlín cap al 1900 ("Berliner Kindheit um neunzehnhundert", 1938), Palma de Mallorca: Lleonard Muntaner, 2012. Traducció d'Anna Soler Horta. ISBN 9788417833411[12]
- Diari de Moscou (Barcelona: La Magrana, 1987), traducció de Ricard Wilshusen.
- L'obra d'art a l'època de la seva reproductibilitat tècnica: tres estudis de sociologia de l'art ("Das Kunstwerk im Zeitalter seiner technischen Reproduzierbarkeit", 1935), Barcelona: Edicions 62, 1983. Traducció de Jaume Creus.
- Art i literatura (1976, Vic: Eumo, 1984) i reeditat com a Art i literatura de masses (Salt: Edicions del Reremús, 2020), traducció d'assaigs per Antoni Pous i Argila[13][14][15][16]

En alemany:
- Ursprung des deutschen Trauerspiels (L'origen del drama barroc alemany / 1928)
- Einbahnstraße (Carrer de sentit únic / 1928, aforismes, 83 pàgines)
- Der Surrealismus. Die letzte Momentaufnahme der europäischen Intelligenz (El Surrealisme. L'última instantània de la intel·ligència europea / 1929, assaig de 15 pàgines)
- Das Kunstwerk im Zeitalter seiner technischen Reproduzierbarkeit (L'obra d'art en l'era de la reproductibilitat tècnica / 1936)
- Berliner Kindheit um neunzehnhundert (Infància a Berlín pels volts del 1900 / 1950 publicada pòstumament. Apunts o assaig autobiogràfic)
- Geschichtsphilosophische Thesen (Tesis sobre la filosofia de la història (o, literalment, Tesis historicofilosòfiques) / 1959, publicada pòstumament. Col·lecció d'assaigs sobre la filosofia de la història.)